# MVM CEEnergy Zrt.
Az MVM CEEnergy Zártkörűen Működő Részvénytársaság, rövidített nevén MVM CEEnergy Zrt. (korábban Magyar Földgázkereskedő Zrt.) Magyarország legnagyobb földgázkereskedője. Hosszú távú gázbeszerzési szerződésekkel biztosítja Magyarország  – az egyetemes szolgáltatók, a földgázkereskedők és nagyfogyasztók, valamint erőművek − földgázellátását.
A Coface CEE Top 500 rangsor szerint 2021-ben Magyarország 5. és Közép- és Kelet-Európa 32. legnagyobb forgalmú vállalata. 2022-ben nem szerepelt az 500-as listán.

## Története
2013. szeptember 30-án az MVM Magyar Villamos Művek Zrt. felvásárolta az E.ON magyarországi földgáz-nagykereskedő társaságát, ezzel létrejött a Magyar Földgázkereskedő Zrt. A társaság nevét 2021. július 1-jétől MVM CEEnergy Zrt-re változtatták.
Regionális piaci jelennétének növelése érdekében 100%-os tulajdonrésszel leányvállalatokat alapított 2014-ben Ausztriában, 2015-ben Szlovákiában, 2020-ban pedig Horvátországban és Csehországban.